# Route 11 (Saskatchewan)
Pour les articles homonymes, voir Route 11.
La route 11 (en anglais : Highway 11) est une route d'orientation nord-sud de la Saskatchewan, au Canada qui rejoint les trois plus grandes villes de la province : Regina, Saskatoon et Prince Albert. Il s'agit d'une route majeure de la province qui s'étend sur environ 391 km. Elle porte également le nom de Louis Riel Trail, « route Louis Riel », en l'honneur de Louis Riel, chef métis au XIXe siècle.
La route 11 débute au sud à l'intersection de la route 1 à Regina et se termine au nord à l'intersection de la route 2, au sud de Prince Albert. Bien que l'entièreté de la route est constituée de deux voies par direction sur chaussées séparées, à l'exception d'une courte section à Chamberlain, elle ne comporte, sauf quelques exceptions, que des intersections à niveau.

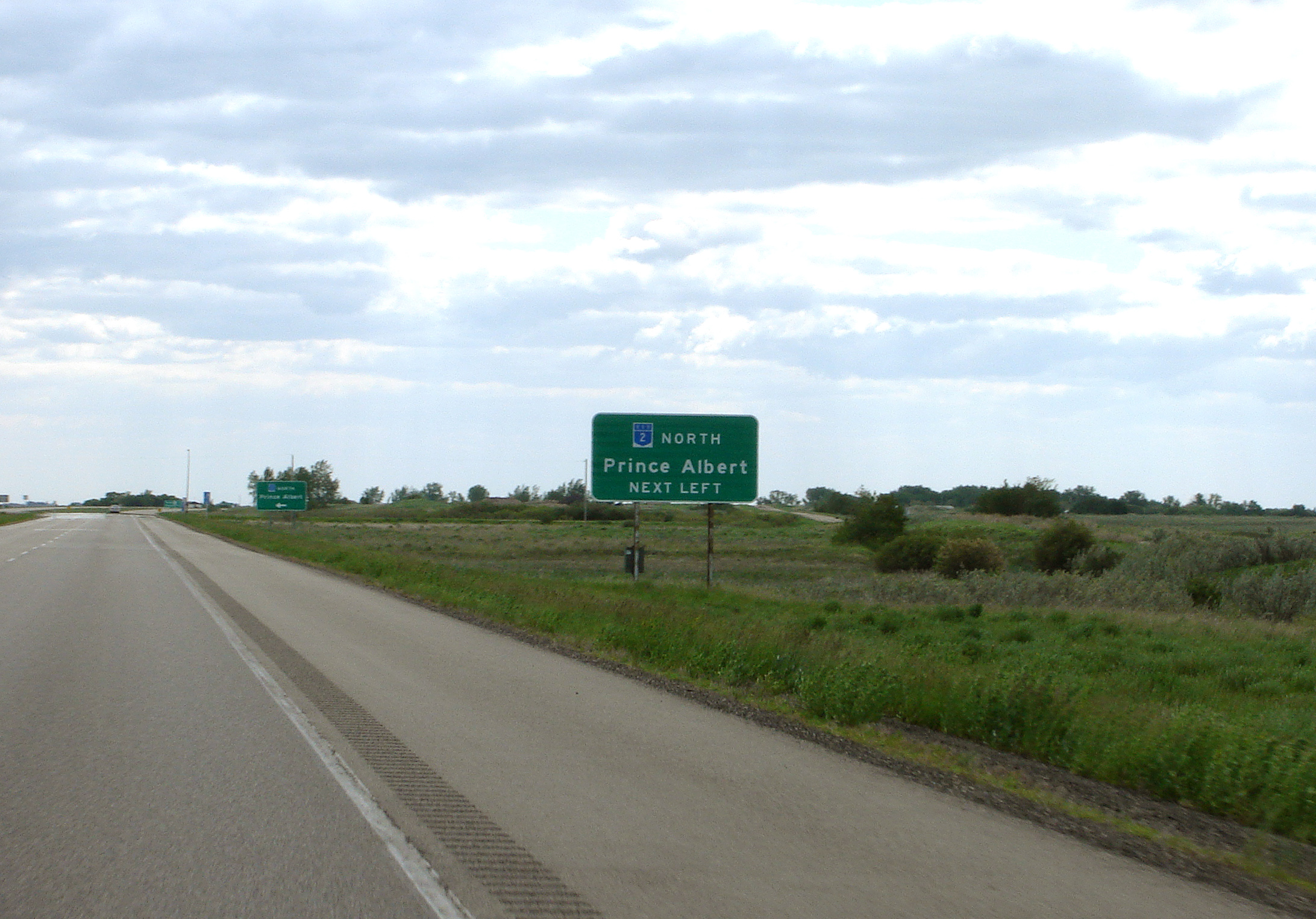
Fin nord de la route 11, à l'intersection de la route 2.